# Eurytoma corpulenta
Eurytoma corpulenta är en stekelart som beskrevs av Bugbee 1945. Eurytoma corpulenta ingår i släktet Eurytoma och familjen kragglanssteklar. Inga underarter finns listade i Catalogue of Life.